# Gajavis corsotos
Gajavis corsotos is een naaldkreeftjessoort uit de familie van de Akanthophoreidae. De wetenschappelijke naam van de soort is voor het eerst geldig gepubliceerd in 2012 door Blazewicz-Paszkowycz & Bamber.